# Thalassobathia nelsoni
Thalassobathia nelsoni är en fiskart som beskrevs av Lee, 1974. Thalassobathia nelsoni ingår i släktet Thalassobathia och familjen Bythitidae. Inga underarter finns listade i Catalogue of Life.